# Езбері (Айова)
Езбері (англ. Asbury) — місто (англ. city) в США, в окрузі Дюб'юк штату Айова. Населення — 5943 особи (2020).

## Географія
Езбері розташоване за координатами 42°31′1″ пн. ш. 90°45′34″ зх. д. / 42.51694° пн. ш. 90.75944° зх. д. (42.516975, -90.759340).  За даними Бюро перепису населення США в 2010 році місто мало площу 6,88 км², уся площа — суходіл. В 2017 році площа становила 8,18 км², уся площа — суходіл.

## Демографія
Згідно з переписом 2010 року, у місті мешкало 4170 осіб у 1433 домогосподарствах у складі 1164 родин. Густота населення становила 606 осіб/км².  Було 1463 помешкання (213/км²).
Расовий склад населення:
| - 96,8 % — білих - 1,1 % — азіатів - 1,0 % — чорних або афроамериканців |

До двох чи більше рас належало 0,8 %. Частка іспаномовних становила 1,4 % від усіх жителів.
За віковим діапазоном населення розподілялося таким чином: 32,9 % — особи молодші 18 років, 57,2 % — особи у віці 18—64 років, 9,9 % — особи у віці 65 років та старші. Медіана віку мешканця становила 35,6 року. На 100 осіб жіночої статі у місті припадало 96,7 чоловіків;  на 100 жінок у віці від 18 років та старших — 94,7 чоловіків також старших 18 років.
Середній дохід на одне домашнє господарство  становив 101 086 доларів США (медіана — 89 559), а середній дохід на одну сім'ю — 109 360 доларів (медіана — 94 853). Медіана доходів становила 59 231 долар для чоловіків та 45 477 доларів для жінок. За межею бідності перебувало 1,8 % осіб, у тому числі 1,5 % дітей у віці до 18 років та 5,1 % осіб у віці 65 років та старших.
Цивільне працевлаштоване населення становило 2728 осіб. Основні галузі зайнятості: освіта, охорона здоров'я та соціальна допомога — 21,3 %, виробництво — 18,5 %, роздрібна торгівля — 13,5 %, науковці, спеціалісти, менеджери — 9,2 %.